# 西域麗鰕鱂
西域麗鰕鱂，為輻鰭魚綱鯉齒目鰕鱂亞目鰕鱂科的其中一種，為熱帶淡水魚，被IUCN列為易危保育類動物，分布於非洲賴比瑞亞西部至獅子山沿岸淡水流域，體長可達8公分，棲息在沿岸雨林、草原覆蓋的溪流、沼澤、池塘底中層水域，以昆蟲、蠕蟲及甲殼類為食，生活習性不明，可作為觀賞魚。

## 擴展閱讀
維基物種上的相關：西域麗鰕鱂